# Gustav Isaksen
Gustav Tang Isaksen (Hjerk, Península de Salling, Dinamarca, 19 de abril de 2001) es un futbolista danés que juega de delantero en la S. S. Lazio de la Serie A de Italia.

## Trayectoria
Criado en Hjerk, Península de Salling, pasó a la academia del F. C. Midtjylland desde el Roslev IK a nivel sub-12.
Tras firmar su primer contrato profesional en mayo de 2019 -un acuerdo de cinco años-, debutó el 25 de agosto de 2019 en la Superliga de Dinamarca, cuando entró en sustitución de Awer Mabil en el minuto 78 de la victoria a domicilio por 2-0 ante el SønderjyskE Fodbold. Fue titular por primera vez el 29 de septiembre en una derrota por 1-0 ante el Odense BK en la liga. Al final de la temporada, el Midtjylland ganó el título de la Superliga, en los él que disputó 15 partidos.
El 25 de noviembre de 2020 hizo su primera aparición en Europa, entrando como sustituto de Anders Dreyer en el minuto 82 de la derrota por 3-1 ante el Ajax de Ámsterdam en la fase de grupos de la Liga de Campeones de la UEFA. Marcó su primer gol como profesional el 11 de febrero de 2021 en el partido de ida de los cuartos de final de la Copa de Dinamarca contra el Odense BK. Partiendo como extremo derecho, marcó el gol de la victoria (2-1).

## Selección nacional
Jugó en varias selecciones juveniles danesas. El 4 de septiembre de 2020 debutó con Dinamarca sub-21 en un empate a uno contra Ucrania, entrando como sustituto de Rasmus Carstensen en el minuto 81.

## Estadísticas

### Clubes
Actualizado al último partido disputado el 15 de febrero de 2025.
| Club                        | Div.          | Temporada     | Liga  | Liga  | Liga   | Copas nacionales | Copas nacionales | Copas nacionales | Copas internacionales | Copas internacionales | Copas internacionales | Total | Total | Total  |
| Club                        | Div.          | Temporada     | Part. | Goles | Asist. | Part.            | Goles            | Asist.           | Part.                 | Goles                 | Asist.                | Part. | Goles | Asist. |
| --------------------------- | ------------- | ------------- | ----- | ----- | ------ | ---------------- | ---------------- | ---------------- | --------------------- | --------------------- | --------------------- | ----- | ----- | ------ |
| F. C. Midtjylland Dinamarca | 1.ª           | 2019-20       | 14    | 0     | 0      | 1                | 0                | 0                | —                     | —                     | —                     | 15    | 0     | 0      |
| F. C. Midtjylland Dinamarca | 1.ª           | 2020-21       | 22    | 1     | 1      | 5                | 2                | 0                | 3                     | 0                     | 0                     | 30    | 3     | 1      |
| F. C. Midtjylland Dinamarca | 1.ª           | 2021-22       | 30    | 5     | 7      | 6                | 1                | 0                | 10                    | 2                     | 0                     | 46    | 8     | 7      |
| F. C. Midtjylland Dinamarca | 1.ª           | 2022-23       | 32    | 18    | 7      | 1                | 1                | 0                | 12                    | 3                     | 2                     | 45    | 22    | 9      |
| F. C. Midtjylland Dinamarca | 1.ª           | 2023-24       | 2     | 0     | 0      | 0                | 0                | 0                | 1                     | 0                     | 0                     | 3     | 0     | 0      |
| F. C. Midtjylland Dinamarca | Total club    | Total club    | 100   | 24    | 15     | 13               | 4                | 0                | 26                    | 5                     | 2                     | 139   | 33    | 17     |
| S. S. Lazio · Italia        | 1.ª           | 2023-24       | 28    | 3     | 2      | 4                | 0                | 0                | 5                     | 0                     | 2                     | 37    | 3     | 4      |
| S. S. Lazio · Italia        | 1.ª           | 2024-25       | 25    | 3     | 2      | 1                | 0                | 0                | 6                     | 1                     | 2                     | 32    | 4     | 4      |
| S. S. Lazio · Italia        | Total club    | Total club    | 53    | 6     | 4      | 5                | 0                | 0                | 11                    | 1                     | 4                     | 69    | 7     | 8      |
| Total carrera               | Total carrera | Total carrera | 153   | 30    | 19     | 18               | 4                | 0                | 37                    | 6                     | 6                     | 208   | 40    | 25     |